# Kim Graham
Kim Graham, född den 26 mars 1971, är en amerikansk före detta friidrottare som tävlade i kortdistanslöpning.
Grahams främsta merit har kommit som en del av amerikanska stafettlag på 4 x 400 meter. Vid VM 1995 blev hon tillsammans med Rochelle Stevens, Camara Jones och Jearl Miles-Clark världsmästare. Hon deltog även i det amerikanska stafettlaget vid Olympiska sommarspelen 1996 som vann guld. Då tillsammans med Stevens, Maicel Malone-Wallace och Miles-Clark.

## Personliga rekord
- 400 meter - 50,69